# Hidemasa Morita
Hidemasa Morita (jap. 守田 英正 Morita Hidemasa; ur. 10 maja 1995 w Takatsuki) – japoński piłkarz występujący na pozycji pomocnika w portugalskim klubie Sporting CP oraz w reprezentacji Japonii. Wychowanek Ryutsu Keizai University, w trakcie swojej kariery grał także w Kawasaki Frontale.